# シャドウハンター
『シャドウハンター』（原題: The Mortal Instruments: City of Bones）は、2013年にアメリカ合衆国、ドイツ、イギリス、カナダの合作で制作されたファンタジー映画。カサンドラ・クレアのベストセラー小説『シャドウハンターシリーズ』の第一作目である『シャドウハンター 骨の街』を原作にしている。

## ストーリー
ごく普通の高校生であるクラリーは、母親ジョスリンと幸せに暮らしていた。そんなある日、ジョスリンが何者かにさらわれ、クラリーも謎の化け物に襲われてしまう。そこに突然、武器を持った青年ジェイスが現れ、化け物を倒してクラリーの命を救うのだった。
ジェイスが言うには、自分は妖魔と戦うために選ばれた戦士「シャドウハンター」であり、実はジョスリンも優秀なシャドウハンターの一人だというのだ。しかも、その血を受け継いでいるクラリーもまた、選ばれしシャドウハンターの一人だと告げる。にわかに信じられないクラリーだったが、ジェイスと共にジョスリンを探す旅に出発する。
ジョスリンをさらった敵の目的は、大きな力が秘められた「伝説の聖杯」であり、その行方はジョスリンによって封印されたクラリーの記憶に記されていることがわかる。こうして平凡だった少女は、世界の命運を握る戦いに挑むことになる。

## キャスト
| 役名                             | 俳優                             | 日本語吹替   |
| -------------------------------- | -------------------------------- | ------------ |
| クラリー・フレイ                 | リリー・コリンズ                 | 木下紗華     |
| ジェイス・ウェイランド           | ジェイミー・キャンベル・バウアー | 内山昂輝     |
| アレク・ライトウッド             | ケヴィン・ゼガーズ               | 北田理道     |
| イザベル・ライトウッド           | ジェマイマ・ウェスト             | 鷄冠井美智子 |
| サイモン・ルイス                 | ロバート・シーハン               | 竹内栄治     |
| サミュエル・ブラックウェル       | ロバート・メイレット             | 東和良       |
| エミール・パングボーン           | ケヴィン・デュランド             | マンモス西尾 |
| マグナス・ベイン                 | ゴッドフリー・ガオ               | 小林親弘     |
| ジョスリン・フレイ               | レナ・ヘディ                     | 仲村かおり   |
| アラリック／人狼                 | ハリー・ヴァン・ゴーカム         | 東和良       |
| マダム・ドロシア                 | CCH・パウンダー                  | 高乃麗       |
| ホッジ・スタークウェザー         | ジャレッド・ハリス               | 森田順平     |
| ヴァレンタイン・モーゲンスターン | ジョナサン・リス・マイヤーズ     | 成田剣       |
| ルーク・ギャロウェイ             | エイダン・ターナー               | さかき孝輔   |

## イメージソング
- Rainy/SCANDAL - シングル「Departure_(SCANDALの曲)」に収録。